# Gabriel Appelt Pires
Gabriel Appelt Pires, mer känd som endast Gabriel, född 18 september 1993, är en brasiliansk fotbollsspelare som spelar för Fluminense.

## Karriär
Den 27 augusti 2018 värvades Gabriel av Benfica, där han skrev på ett femårskontrakt. I november 2019 förlängde Gabriel sitt kontrakt fram till 2024. Den 28 september 2021 lånades Gabriel ut till qatariska Al-Gharafa på ett säsongslån. Han gjorde totalt sju mål och 10 assist på 32 matcher för Al-Gharafa under säsongen 2021/2022.
Den 12 augusti 2022 återvände Gabriel till Brasilien för spel i Botafogo på ett låneavtal fram till juni 2023 med option om förlängning fram till december samma år. Botafogo utnyttjade optionen i juni 2023 och låneavtalet förlängdes över resten av året.
Den 20 januari 2024 värvades Gabriel av Fluminense, där han skrev på ett tvåårskontrakt.